# Justicia pinguior
Justicia pinguior är en akantusväxtart som beskrevs av C. B. Cl.. Justicia pinguior ingår i släktet Justicia och familjen akantusväxter. Inga underarter finns listade i Catalogue of Life.